# Mladá pravda
Mladá pravda je oficiální časopis Komunistického svazu mládeže. Časopis distribuuje zdarma Komunistický svaz mládeže a je též veřejně přístupný na internetu. Periodikum čtou především členové a sympatizanti Komunistického svazu mládeže a KSČM, přesto je měsíčník odebírán většinou knihoven v České republice.
Prvním šéfredaktorem byl v letech 1995–2002 Zdeněk Štefek, druhým v letech 2002–2011 Milan Krajča. 
Od roku 2011 je šéfredaktorem časopisu Ctirad Musil, dlouholetý člen KSČM (a též člen strany Moravané), který vystupoval na takzvaném „Antikapitalistickém kempu“ radikální levice. Musil působí také na dezinformačním webu Dav Dva. Poté co na YouTube kanálu Moravský trol zpochybnil ve videu „Kecy ze špitálů“ závažnost onemocnění covid-19 a tvrdil, že vysoké statistiky úmrtí s tímto onemocněním nesouvisí, byl odvolán z místa primáře v nemocnici v Hranicích.
Redakční rada výrazně spolupracuje s Mladou levicí, která je přílohou Haló novin.